# SM Tb 91 F
SM Tb 91 F – austro-węgierski torpedowiec z okresu I wojny światowej, typu Tb 82 F („250-tonowego”). Okręt przetrwał wojnę i w 1920 roku został przekazany Portugalii. Po wcieleniu do Marinha Portuguesa otrzymał nazwę Mondego. Skreślony z listy floty w 1938 roku.
Tb 91 F wyposażony był w dwa kotły parowe typu Yarrow. Współpracowały one z dwoma turbinami parowymi AEG-Curtiss. Okręt uzbrojony był początkowo w dwie armaty kalibru 66 mm L/30, pojedynczy karabin maszynowy Schwarzlose oraz dwie podwójne wyrzutnie torped kalibru 450 mm. Od 1917 roku armaty 66 mm mocowano na podstawach umożliwiających prowadzenie ognia do celów powietrznych.
Po wojnie został przyznany Portugalii w ramach reparacji wojennych. Do Portugalii okręt był przekazany tylko z jednym działem 66 mm, po czym został tam dodatkowo uzbrojony w armatę 57 mm Hotchkiss, 2 karabiny maszynowe i cztery wyrzutnie torped 450 mm w dwóch podwójnych aparatach (uzbrojenie torpedowe jak w oryginale).